# 御嶽社 (加須市)
御嶽社（みたけしゃ）は、埼玉県加須市の神社。

## 歴史
創建年代は不明である。当地の地名「常泉」は、涸れることのない豊かな泉があることに由来し、その泉を齎す山に神威を感じ神社を創建したという。近くの円福寺が別当寺であった。
1872年（明治5年）、近代社格制度に基づく「村社」に列せられた。1899年（明治32年）に神明社を合祀した。旧神明社の境内は「神田」と呼ばれ、当社の経費にあてるために小作料を徴収していたが、農地改革により没収されてしまった。
当社では、耳の病気を治すご利益があるとされている。

## 交通アクセス
- 路線バス保健所入口停留所より徒歩30分。